# Quatro grandes crónicas

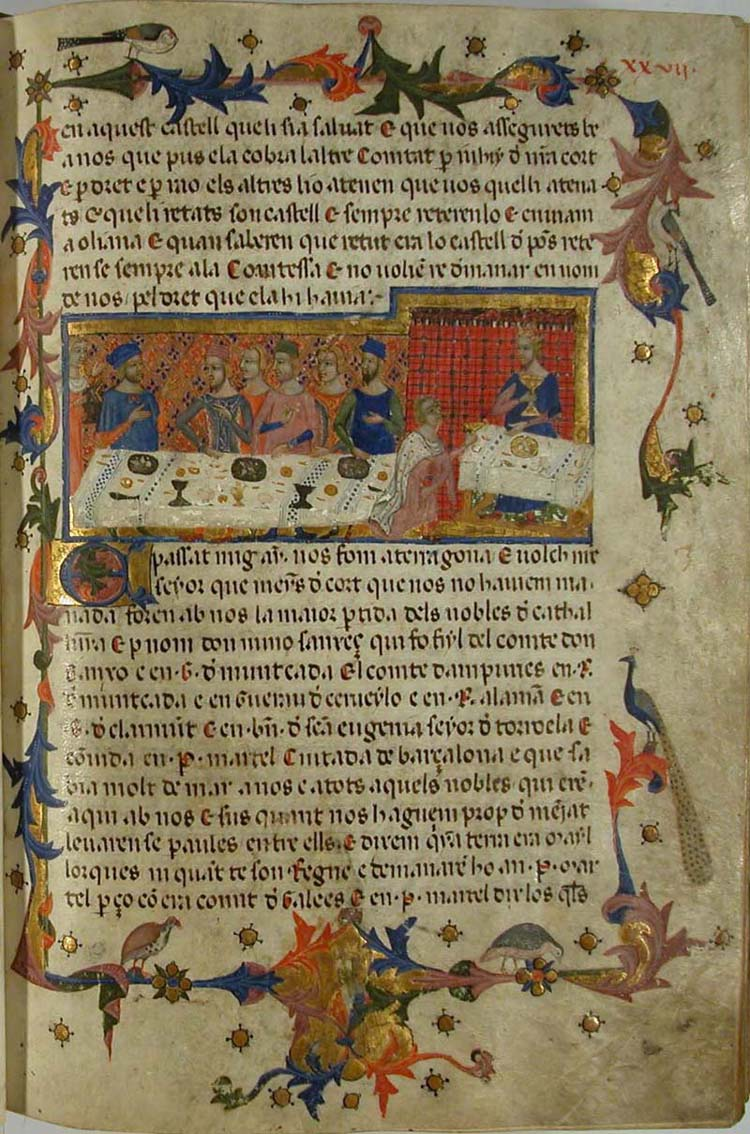
Llibre dels fets.

As Quatro grandes crónicas é um conjunto de crónicas medievais escritas em língua catalã entre os finais do século XIII e no transcurso do século XIV.
Duas das crónicas foram escritas por reis de Aragão - Jaime I e Pedro o Cerimonioso - e as outras duas por personagens muito próximos à corte aragonesa - Ramon Muntaner e Bernardo Desclot. O período abrangido pelas obras corresponde quase totalmente com os reinados dos reis da Casa de Barcelona. Além da exaltação da figura dos reis desta dinastia, as crónicas caracterizam-se pela riqueza e valor histórico dos relatos, uma vez que os autores foram testemunhas de muitos dos eventos narrados. Outra característica é o imenso valor literário e linguístico para a literatura catalã.
As quatro grandes crónicas são:
- Llibre dels fets (Livro dos feitos) ou Crónica de Jaime I
- Crónica de Bernardo Desclot ou Livro do rei Pedro de Aragão.
- Crónica de Muntaner
- Crónica de Pedro, o Cerimonioso

Tanto a crónica de Jaime I como a de Pedro o Cerimonioso são as únicas escritas por monarcas medievais europeus sobre seus próprios reinados.